# 穆爾格河 (圖爾河支流)
47°34′46″N 8°53′04″E / 47.57957°N 8.88433°E
穆爾格河是瑞士的河流，位於該國東北部，流經聖加侖州和圖爾高州，屬於圖爾河的左支流，河道全長34公里，流域面積213.5平方公里。